# WAT (album)
WAT Album studyjny wydany 8 września 2003 roku przez grupę Laibach. Prócz materiału muzycznego zawiera dodatkowy klip wideo "Tanz Mit Laibach".

## Lista utworów
1. "B Mashina" – 3:50
2. "Tanz Mit Laibach" – 4:19
3. "Du Bist Unser" – 5:38
4. "Achtung!" – 4:06
5. "Ende" – 3:45
6. "Now You Will Pay" – 6:07
7. "Hell: Symmetry" – 5:02
8. "Das Spiel Ist Aus" – 4:21
9. "Satanic Versus" – 4:52
10. "The Great Divide" – 5:11
11. "WAT" – 5:33
12. "Anti-Semitism" – 5:39